# Vocea Americii

Logo-ul Radio Vocea Americii

Radio Vocea Americii (în engleză Voice of America, acronim VOA) este un post de radio american, care actualmente emite pe unde scurte emisiuni în majoritatea limbilor din lume. Emisiunile acestui post pot fi recepționate, 24 de ore din 24. Postul emite din Washington DC, începând cu luna noiembrie a anului 1942. El a fost înființat de guvernul SUA, prin Broadcasting Board of Governors. 
Organismul de supraveghere a postului este International Broadcasting Bureau, a cărui misiune este "diplomația publică" (public diplomacy).
Serviciul pentru România este unul dintre cele 14 de acest fel din Europa. Programele postului sunt în special de știri, reportaje și materiale documentare. Motto-ul postului, adoptat în anul înființării, este: "Vom spune adevărul".

## Bruierea postului în România comunistă
După 1948, pe Muntele Mic, la altitudinea de 1802 m, a fost instalată o stație de bruiaj radiofonic ce viza anihilarea cel puțin pentru Banat și Oltenia a emisiunilor posturilor de radio “V.O.A. The Voice of America” - Vocea Americii, retransmis pentru Europa Centrală și de Est din Tanger și München. De asemenea, a posturilor „R.F.E. Radio Free Europe” – Radio Europa Liberă și „R.L. Radio Liberty” cu antene de retransmisie în Portugalia și la München, și „Radio Vaticana” - Radio Vatican de la Roma.